# Extranjeros en las fuerzas armadas alemanas durante la Segunda Guerra Mundial

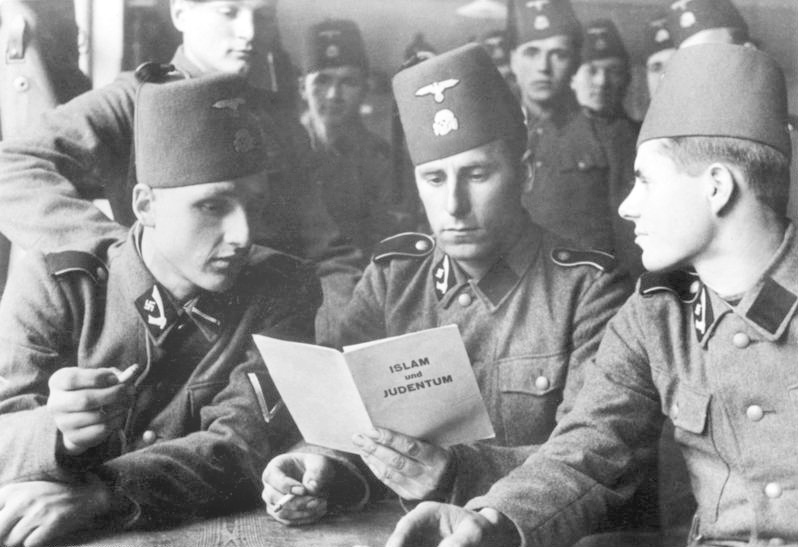
Fotografía propagandística de miembros de la 13.ª División de Montaña SS Handschar con un folleto titulado "Islam y judaísmo", 1943.

Los extranjeros en las fuerzas armadas alemanas durante la Segunda Guerra Mundial fueron voluntarios, reclutas y aquellos inducidos a unirse que sirvieron en las fuerzas armadas de la Alemania nazi durante la Segunda Guerra Mundial. En la propaganda alemana en tiempos de guerra, aquellos que se ofrecieron como voluntarios para el servicio se denominaban Freiwillige ("voluntarios"). Al mismo tiempo, muchos no alemanes en las fuerzas armadas alemanas eran reclutas o reclutados en campos de prisioneros de guerra.

## Antecedentes e historia
El término Freiwillige se usó en la propaganda nazi para describir a europeos no alemanes (ni Reichsdeutsche ni Volksdeutsche) que se ofrecieron como voluntarios para luchar por el Tercer Reich durante la Segunda Guerra Mundial. Aunque reclutados en gran parte de países ocupados, también provenían de naciones enemigas cobeligerantes, neutrales e incluso activas. A partir de abril de 1940, Himmler comenzó a reclutar hombres para las Waffen-SS entre los pueblos de Noruega y los países bajos de Europa occidental y septentrional. En 1941, la División SS-Viking compuesta por voluntarios flamencos, holandeses, daneses y noruegos se formó y se puso bajo el mando alemán. Poco después, se agregaron tropas a las Waffen-SS de Letonia, Estonia y otros lugares.
Cuando los soldados del Ejército Rojo fueron capturados por las fuerzas invasoras alemanas, por ejemplo, un número significativo de prisioneros de guerra comenzó a ayudar de inmediato a la Wehrmacht. Junto con las fuerzas aliadas a los nazis, los rusos constituían el "mayor contingente de tropas auxiliares extranjeras en el lado alemán con más de 1 millón de hombres". Muchos de los voluntarios extranjeros lucharon en las Waffen-SS o en la Wehrmacht. En general, las tropas no germánicas podían ingresar a la Wehrmacht, mientras que los voluntarios germánicos fueron reclutados al servicio de las Waffen-SS como parte del "ejército pangermano" del futuro, impulsado por la propaganda. Además de ayudar a los alemanes a luchar, las unidades auxiliares extranjeras en toda Europa ocupada hicieron cumplir el orden en los territorios ocupados, supervisaron el trabajo forzado, participaron en la guerra de seguridad nazi y ayudaron a matar a la población judía durante el Holocausto.

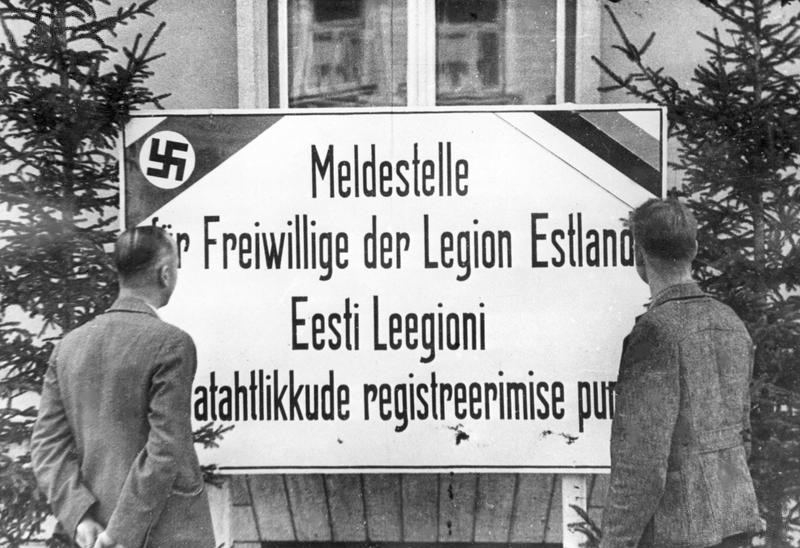
Punto de registro de la Legión Estonia, 1942

En el frente oriental, los voluntarios y reclutas en las Ostlegionen comprendían una fuerza de combate equivalente a 30 divisiones alemanas a fines de 1943. A mediados de 1944, más de 600.000 hombres de las legiones/tropas orientales se reunieron bajo el mando del general Ernst-August Köstring, que provenían principalmente de la periferia de la Unión Soviética; consistían en minorías musulmanas no eslavas como los turquestanos, los tártaros del Volga, los caucásicos del norte y los azerbaiyanos, así como los georgianos y armenios. Un comandante alemán describió la efectividad general de los colaboradores militares de la Alemania nazi como un quinto de buena, un quinto de mala y tres quintos de inconsistente.
Muchos de los voluntarios extranjeros lucharon bajo la bandera de la esvástica de áreas fuera de Europa y fueron motivados por el deseo de libertad de sus naciones contra la dominación soviética o el imperialismo británico. Colocando en contexto a los voluntarios de Europa del Este que lucharon junto a los alemanes, el historiador alemán Rolf-Dieter Müller comenta que las personas en países desde Finlandia hasta Rumanía "de repente se encontraron atrapados entre el martillo 'rojo' y el yunque 'marrón'", dejándolos poco en términos de opciones; su subsiguiente "conmoción colectiva sobre la crueldad alemana fue superada solo por su aversión e incluso odio hacia la Unión Soviética".
Las tropas no alemanas, por lo tanto, comprendían una amplia gama de etnias, desde los pueblos principalmente turcos en las Ostlegionen hasta los eslavos musulmanes en la 13.ª División de Montaña SS Handschar de las Waffen-SS y los indios de la Legión Indische (el Ejército Nacional Indio luchó contra los británicos en el lado japonés). Para la mayoría de los voluntarios de las comunidades musulmanas, su animosidad hacia los soviéticos se debió a sus sentimientos antirrusos, sus impulsos religiosos (su desdén por el ateísmo soviético, por ejemplo), junto con la experiencia negativa de las políticas de nacionalidad de Stalin y la interrupción correspondiente de su forma de vida.
Finalmente, los colaboradores europeos permanecieron subordinados a la supervisión alemana y fueron "mantenidos con una correa corta". Rolf-Dieter Müller pone las cifras de los aliados y voluntarios europeos de la Wehrmacht que lucharon en la campaña oriental en aproximadamente un millón de hombres en total, lo que según él da una razón sustancial para "reevaluar" las "dimensiones militares" de la colaboración general. Según la estimación de Müller, la Wehrmacht no habría sido capaz de llegar a Moscú en 1941 si no fuera por los reclutas finlandeses, húngaros y rumanos; las operaciones en el Volga y el Cáucaso en 1942 se habrían detenido sin las fuerzas adicionales; y después del desastre en Stalingrado, fueron reclutas y voluntarios extranjeros (60.000 soldados) luchando contra partisanos en los Balcanes lo que permitió a los alemanes estabilizar el Frente Oriental en Finlandia y Ucrania. Müller también recuerda cuidadosamente a los lectores que, además del colaborador cooptado de los colaboradores, millones de trabajadores extranjeros se vieron obligados a ayudar a proporcionar a los nazis los recursos materiales necesarios para continuar la guerra mucho más tiempo de lo que sería posible sin sus esfuerzos.